# Скала (Силистренская область)
Скала (болг. Скала) — село в Болгарии. Находится в Силистренской области, входит в общину Дулово. Население составляет 207 человек.

## Политическая ситуация
В местном кметстве Скала, в состав которого входит Скала, должность кмета (старосты) исполняет Решад Акиф Салим (Движение за права и свободы (ДПС)) по результатам выборов правления кметства.
Кмет (мэр) общины Дулово — Митхат Мехмед Табаков (Движение за права и свободы (ДПС)) по результатам выборов в правление общины.